# Medeja (Sandys)
Medeja (eng. Medea) je ulje na platnu engleskog prerafaelitskog slikara Fredericka Sandysa koji je poznat po svojim radovima tijekom Viktorijanskog doba.
Slika je nastala 1868. godine te je predložena Kraljevskoj umjetničkoj akademiji kako bi se izložila na ljetnom umjetničkom sajmu iste godine, ali je odbijena. Najvjerojatniji razlozi su unutarnja politika i sama ljubomora nego umjetnički razlozi. Djelo je prihvaćeno sljedeće godine te je dobilo dobru recenziju u britanskom dnevnom listu The Times koji je oštro komentirao njegovo odbijanje 1868.
Ovo djelo prikazuje starogrčku mitološku čarobnicu Medeju kako sprema čarobni napitak. Kao model, Sandys je uzeo romkinju Keomi Gray koju je upoznao u Norwichu te ju je poveo sa sobom u London gdje mu je pozirala za mnoge slike.
1911. godine slika je odabrana kao jedna od najboljih britanskih slika koja je poslana u Italiju na međunarodnu izložbu u Rim u čast jubileja Kraljevine Italije.
Djelo se danas nalazi u engleskom muzeju Birmingham Museum and Art Gallery.